# José Montero García
José Montero García (Astúries, 3 de març de 1942) ha estat un polític català, regidor municipal i diputat al Parlament de Catalunya en el període 1979-1984.D'origen asturià ha passat gran part de la seva vida a Ripoll.

## Biografia
Estudià graduat social. El 1960 entrà a treballar a la RENFE i fou destinat a Ripoll (Ripollès), on fou nomenat cap d'estació. A mitjans de la dècada del 1970 es va afiliar a la UGT i al PSC. A les eleccions municipals de 1979 fou escollit regidor, tinent d'alcalde i president de la Comissió de Cultura de l'Ajuntament de Ripoll. A les eleccions al Parlament de Catalunya de 1980 fou elegit diputat per la circumscripció de Girona. Durant el seu mandat fou membre de la comissió de Política Social i de la Comissió d'Agricultura, Ramaderia i Pesca del Parlament de Catalunya. No es va presentar a la reelecció a les eleccions al Parlament de 1984.
El 1981 va protagonitzar una polèmica per unes suposades declaracions seves publicades al diari asturià La Nueva España l'11 de gener d'aquell any on deia que "s'estava catalanitzant molt de pressa" perquè hi havia diputats que abandonaven l'hemicicle quan parlava ell, que sempre ho feia en castellà i que no volia fer-ho en català; que havia estat elegit diputat perquè els calia "un català d'adopció i els calia per demanar autonomia" i que els seus fills no volien tornar a Catalunya perquè "se sentien desplaçats". Un extracte d'aquesta entrevista fou reproduïda el 18 de febrer a El Noticiero Universal i provocà una gran indignació a Ripoll. El 28 de febrer José Montero va desmentir les declaracions i va afirmar que havien estat tergiversades.